# 21 (tal)
För andra betydelser, se Tjugoett.
21 (tjugoett (fil)) är det naturliga talet som följer 20 och som följs av 22.

## Inom matematiken
- 21 är ett udda tal.
- 21 är ett semiprimtal[1].
- 21 det åttonde fibonaccitalet
- 21 det sjätte triangeltalet
- 21 är ett oktagontal
- 21 är ett Jacobsthaltal
- 21 är ett Motzkintal
- 21 är ett kvadratfritt tal
- 21 är ett ikosihenagontal
- 21 är ett palindromtal i det binära talsystemet.
- 21 är ett palindromtal i det kvarternära talsystemet.
- 21 är ett palindromtal i det senära talsystemet.

## Inom vetenskapen
- Skandium, atomnummer 21
- 21 Lutetia, en asteroid
- M21, öppen stjärnhop i Skytten, Messiers katalog